# Селищев, Василий Иванович
Василий Иванович Се́лищев (1932—2007) — вальщик леса, Заслуженный работник лесной промышленности РСФСР (1984), Герой Социалистического Труда (1971), Почётный гражданин Республики Карелия (1999).

## Биография
В 1954 году, после службы в армии, приехал в Карело-Финскую ССР, работал помощником вальщика, вальщиком в Поросозерском леспромхозе.
С 1955 года — бригадир комплексной лесозаготовительной бригады Аконъярвского лесопункта Поросозерского лесопункта. За высокие производственные показатели коллектив бригады шесть раз удостаивался звания «Лучшая лесозаготовительная бригада СССР». На базе бригады В. И. Селищева была организована школа передового опыта, в которой лесорубы из регионов СССР обучались передовым приёмам лесозаготовки.

## Звания и награды
- Звание «Лучший бригадир лесной промышленности СССР»
- Герой Социалистического Труда
- Орден Ленина
- Орден Октябрьской Революции
- Орден Трудового Красного Знамени
- Орден «Знак Почёта»
- Заслуженный работник лесной промышленности РСФСР
- Почётный гражданин Республики Карелия